# Espiga (estrella)
Espiga o Spica (Alfa Virginis / α Vir / 67 Vir) es la estrella más brillante de la constelación de Virgo y la decimoquinta más brillante del cielo nocturno. De magnitud aparente +1.04, se encuentra a 260 años luz del sistema solar. Se piensa que Hiparco de Nicea descubrió la precesión de los equinoccios a partir de los datos obtenidos de Espiga.
Es una estrella binaria espectroscópica estrella binaria y variable elipsoidal rotante; un sistema cuyas dos estrellas están tan juntas que tienen forma de huevo en lugar de esférica, y sólo pueden separarse por su espectro. La primaria es una gigante azul y una estrella variable del tipo Beta Cephei.
Spica, junto con Arcturus y Denebola —o Regulus, según la fuente— forma el Triángulo de Primavera asterismo, y, por extensión, también forma parte del Gran Diamante junto con la estrella Cor Caroli.

## Nombre
Espiga o Spica son nombres que provienen del latín spica virginis, la espiga de grano (habitualmente trigo) de La Virgen. Para los romanos esta estrella simbolizaba a Ceres, diosa de la agricultura. Spicum, Spigha, Stachys —del griego stakhus, «espiga de trigo»— y Arista —en latín «espiga de grano»— eran otros nombres romanos de la estrella. Otras denominaciones como Sunbala o Sumbela proceden de la palabra árabe sunbula, sinónimo de espiga.
Un nombre alternativo de la estrella es Azimech, del árabe as-simak al-a'zal, «la indefensa», que alude a su separación respecto de las estrellas cercanas. Un tercer nombre, Alaraph, se ha utilizado para designar a esta estrella así como a las vecinas Vindemiatrix (ε Virginis) y Zavijava (β Virginis).
En Babilonia, representando la constelación entera, personificaba la «esposa de Bēl» y, como Sa-Sha-Shirū, «la faja de la Virgen», señalaba el vigésimo asterismo eclíptico del mismo nombre. También era Emuku Tin-tir-Ki, un título común para la propia Babilonia. En el antiguo Egipto era conocida como «la portadora del laúd», siendo notable su importancia, pues otro nombre egipcio que recibía era Repā, «el Señor». Algunos autores sostienen que uno de los templos de Tebas, construido en honor a Menat alrededor del año 3200 a. C., está orientado hacia esta estrella.
En la astronomía china era llamada Kió, «el cuerno» o «el pincho», y en tiempos antiguos fue Keok o Guik, la estrella especial de la primavera. Junto a Heze (ζ Virginis) forma la constelación china de Jiăo (角). Para los hindúes Espiga corresponde a la nakshatra o mansión astrológica de Citrā.

## Historia de observación
.

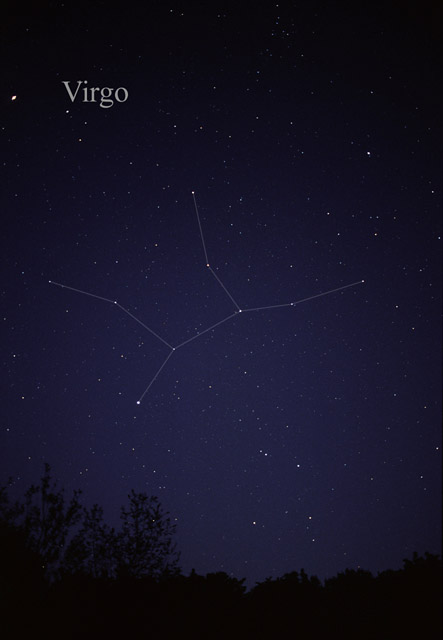
Spica es la estrella más brillante de la constelación de Virgo (abajo a la izquierda)

Como uno de los sistemas estelares binarios masivos más cercanos al Sol, Spica ha sido objeto de muchos estudios observacionales.
Se cree que Spica es la estrella que proporcionó a Hiparco los datos que le llevaron a descubrir la  precesión de los equinoccios. Un templo a Menat (una Hathor primitiva) en Tebas estaba orientado con referencia a Spica cuando se construyó en el 3200 a. C., y, con el tiempo, la precesión cambió lenta pero notablemente la ubicación de Spica con respecto al templo. Nicolás Copérnico hizo muchas observaciones de Spica con su triquetrum casero para sus investigaciones sobre la precesión.

## Observación

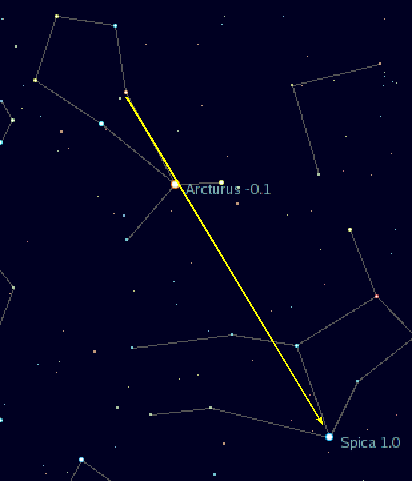
Cómo localizar Spica

Spica se encuentra a 2.06 grados de la eclíptica y puede ser ocultada por la Luna y a veces por planetas. La última ocultación planetaria de Spica se produjo cuando  Venus pasó por delante de la estrella (vista desde la Tierra) el 10 de noviembre de 1783. La próxima ocultación ocurrirá el 2 de septiembre de 2197, cuando Venus vuelva a pasar por delante de Spica. El Sol pasa a poco más de 2° al norte de Spica alrededor del 16 de octubre de cada año, y la  salida heliacal de la estrella se produce unas dos semanas después. Cada ocho años, Venus pasa por Spica alrededor del momento de la salida helíaca de la estrella, como en 2009, cuando pasó 3.5° al norte de la estrella el 3 de noviembre.
Un método para encontrar a Spica consiste en seguir el arco del mango de la Osa Mayor (o Arado) hasta Arcturus, y luego continuar la misma distancia angular hasta Spica. Esto se puede recordar con la frase mnemotécnica «arco hasta Arcturus y pico hasta Spica».
Las estrellas que pueden ponerse (no en una  constelación circumpolar para el observador) culminan a medianoche  —observables cuando se ven lejos de cualquier región polar que experimente el sol de medianoche—  cuando están en oposición, lo que significa que pueden verse desde el anochecer hasta el amanecer. Esto se aplica a α Virginis el 12 de abril, en la actual época astronómica.

## Características físicas
Espiga forma un sistema binario cuyas componentes, de tipo espectral B, están muy próximas entre sí. La separación entre ambas es de apenas 0.12 unidades astronómicas (au) y su período orbital es de 4.0145 días. Es una intensa fuente de rayos X que parecen generarse en la colisión de los fuertes vientos estelares emitidos por ambas estrellas.
La estrella principal, Espiga A, tiene tipo espectral B1 —clasificada como gigante o subgigante— y una temperatura superficial de 22 400 K. Con una luminosidad intrínseca de 13 400 veces la del Sol, su radio es 7.4 veces más grande que el radio solar —casi el 30 % de la separación entre las dos estrellas— y rota muy deprisa con una velocidad de rotación en su ecuador de 199 km/s.Posee una metalicidad algo inferior a la solar ([M/H] = –0.12 ± 0.08). Tiene una masa once veces mayor que la masa solar, siendo una de las estrellas más cercanas a nosotros con masa suficiente para acabar su vida como una supernova de tipo II.
Por su proximidad a la estrella principal, los parámetros de Espiga B son mal conocidos; parece que es una estrella de secuencia principal de tipo B4V con una temperatura superficial de 18 500 K. Espiga B es unas 1700 veces más luminosa que el Sol, su radio es casi cuatro veces más grande que el de este y su masa es algo inferior a siete masas solares.Es una de las pocas estrellas en donde se observa el «efecto de Struve-Sahade», variación anómala de la intensidad de las líneas espectrales en el transcurso de una órbita, volviéndose las líneas más débiles al alejarse la estrella del observador.Puede originarse por el fuerte viento estelar de la primaria al dispersar la luz de la secundaria cuando esta se aleja.
Espiga A+B es una estrella variable cuya variación de brillo entre magnitud +0.92 y 1.04 es apreciable a simple vista. Una variación de 0.03 magnitudes se debe a que Espiga es una variable elipsoidal rotante, la más brillante de esta clase. En estas variables las dos estrellas están tan cerca que, debido a las fuerzas de marea, sus formas no son esféricas sino elipsoidales. Esto hace que fluctúe su brillo en función del área visible por el observador en un instante dado. A su vez, Espiga A es una variable de tipo Beta Cephei, como Murzim (β Canis Majoris), cuyas variaciones de brillo son causadas por pulsaciones no radiales en la superficie a lo largo de un período de 0.17 días.
Al encontrarse cerca de la eclíptica, Espiga puede ser ocultada por la Luna y a veces por planetas. La próxima ocultación por un planeta tendrá lugar el 2 de septiembre de 2197, cuando Venus pase por delante de Espiga.
La clasificación estelar MK de Spica se considera normalmente una estrella de secuencia principal tipo B temprana. Los tipos espectrales individuales de las dos componentes son difíciles de asignar con precisión, especialmente para la secundaria debido al efecto Struve-Sahade. El Bright Star Catalogue derivó una clase espectral de B1 III-IV para el primario y B2V para el secundario, pero estudios posteriores han dado varios valores diferentes.
La estrella primaria tiene una clasificación estelar de B1 III-IV. La clase de luminosidad coincide con el espectro de una estrella que está a medio camino entre una subgigante y una estrella gigante, y ya no es una  estrella de la secuencia principal. Se ha calculado que su estadio evolutivo está cerca o ligeramente pasado el final de la fase de secuencia principal. Se trata de una estrella masiva con más de diez veces la masa del Sol y siete veces su radio. La  luminosidad bolométrica del primario es unas 20 500 veces la del Sol, y nueve veces la luminosidad de su compañera. El primario es una de las estrellas más cercanas al Sol que tiene masa suficiente para terminar su vida en una explosión de supernova de tipo II. Sin embargo, dado que Spica ha abandonado recientemente la secuencia principal, no es probable que este evento se produzca hasta dentro de varios millones de años.
La primaria está clasificada como una Beta Cephei, que varía su brillo en un periodo de 0.1738 días. El espectro muestra una variación de la velocidad radial con el mismo periodo, lo que indica que la superficie de la estrella pulsa regularmente hacia fuera y luego se contrae. Esta estrella gira rápidamente, con una velocidad de rotación de 199 km/s a lo largo del ecuador.
El miembro secundario de este sistema es una de las pocas estrellas cuyo espectro se ve afectado por el efecto Struve-Sahade. Se trata de un cambio anómalo en la intensidad de las líneas espectrales a lo largo de una órbita, en la que las líneas se vuelven más débiles a medida que la estrella se aleja del observador. Puede estar causado por un fuerte viento estelar del primario que dispersa la luz del secundario cuando éste se aleja. Esta estrella es más pequeña que la primaria, con unas siete veces la masa del Sol y 3.6 veces el radio del Sol. Su clasificación estelar es B2 V, lo que la convierte en una  estrella de la secuencia principal.